# Museo de Sitio Huaca Rajada-Sipán
El Museo de Sitio Huaca Rajada-Sipán es un museo peruano, que está situado en el distrito de Saña, en la provincia de Chiclayo, en el departamento de Lambayeque.

## Descripción
El museo fue inaugurado el 29 de enero de 2009.
El museo alberga ornamentos y joyas encontradas durante una excavación arqueológica en el 2007. Así mismo cuenta con información de las culturas lambayeque y chimú.

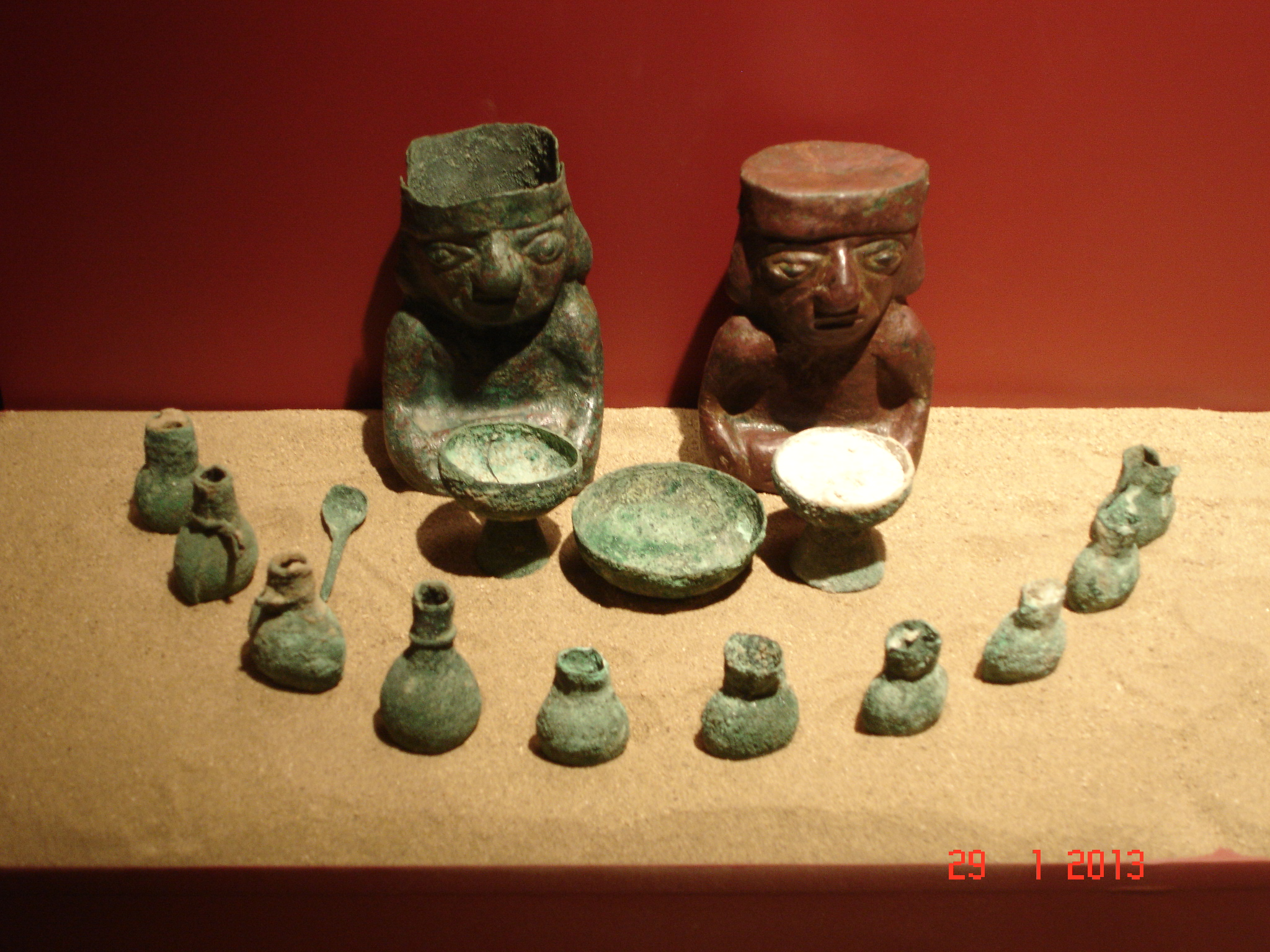
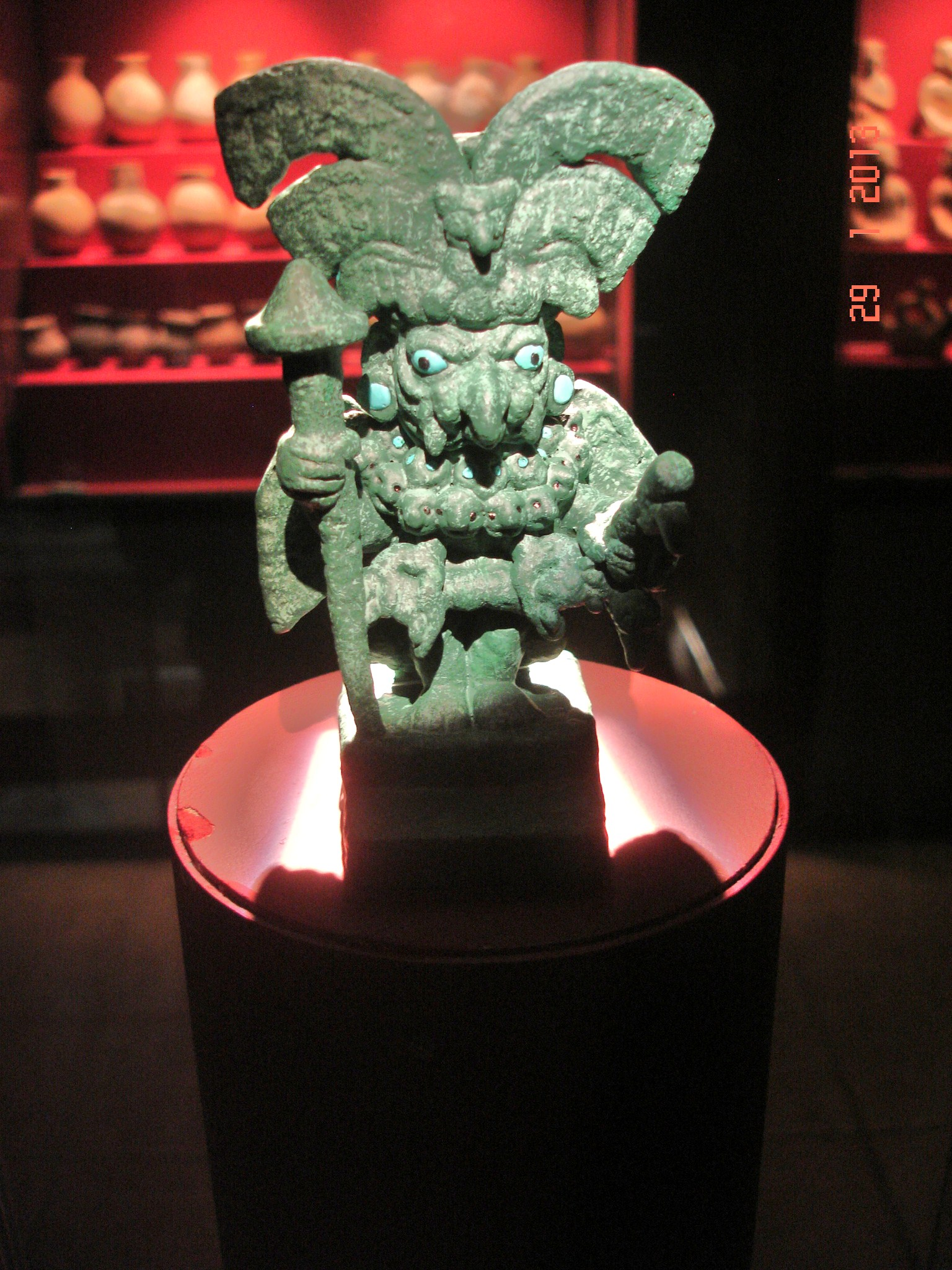
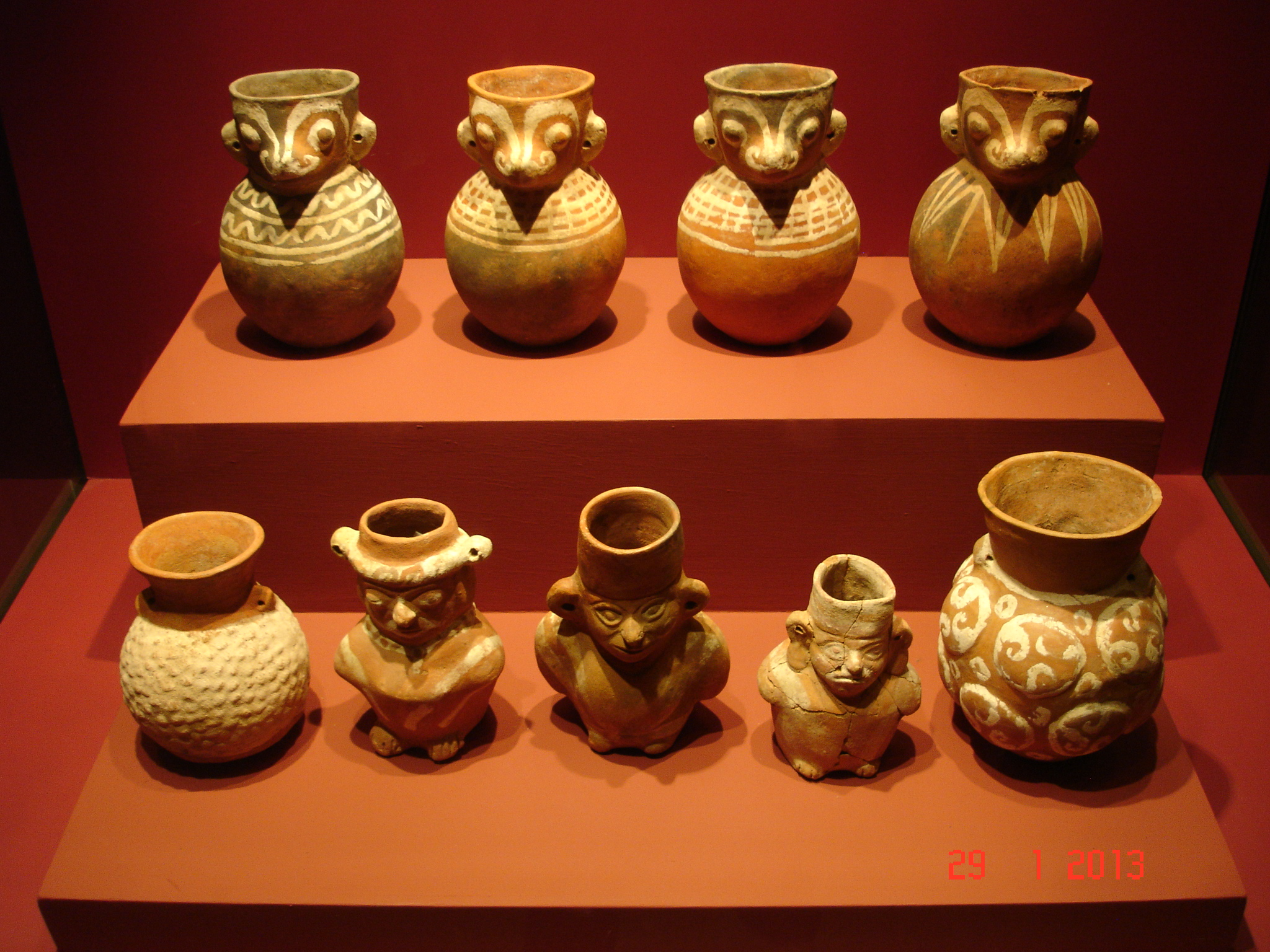
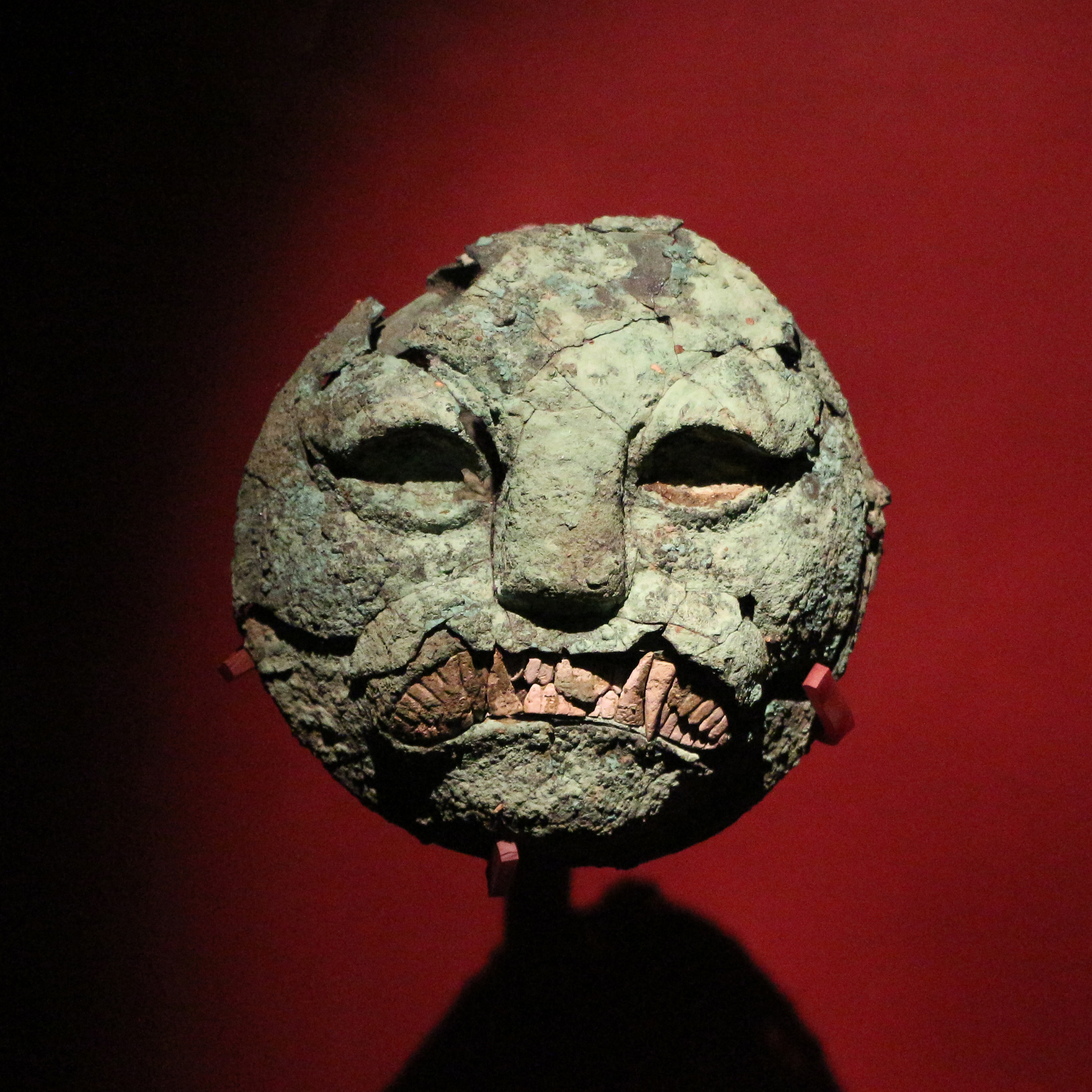